# План 9 з відкритого космосу
«План 9 з відкритого космосу» (англ. Plan 9 from Outer Space) — американський малобюджетний фантастичний фільм жахів режисера Еда Вуда-молодшого, «найгірша постановка за всю історію кінематографа». Фільм отримав премію «Золотий індик» за гірший фільм всіх часів. Прем'єра фільму відбулася лише за три роки після зйомок в маленькому кінотеатрі Carlton Theatre в Лос-Анджелесі.
Виробництвом фільму займалась компанія Reynolds Pictures, яка більше не випустила жодного фільму.
Стрічка перебуває в суспільному надбанні в США.
На честь фільму було названо операційну систему Plan 9.

## Сюжет
Гробарі копають могилу, коли над кладовищем, пролетівши повз пасажирський літак, з'являється літаюча тарілка. Вирушивши до місця посадки, гробарі бачать повсталу з могили жінку, котра нападає на них. Її чоловіка невдовзі збиває авто. Перехожі знаходять трупи гробарів та викликають поліцію.
Поліцейський Ден Клей оглядає місце вбивства, але не розуміє що сталося. Пілот літака, Джефф Трент, розповідає дружині Паулі про НЛО і що влада замовчує їх появу. В цей час у небі з'являється нова літаюча тарілка і прямує до кладовища. Ден іде оглянути його і дорогою стикається з повсталими мерцями, що вбивають його. Колеги ховають тіло Дена.
Все більше людей бачать НЛО скрізь у США. Влада цей факт усіляко заперечує й навіть намагається боротися з прибульцями за допомогою ракет. Полковник Том Едвардс, який керує ракетним обстрілом, дізнається від генерала про дюжину інопланетних послань, останнє з яких отримано біля місяця тому. Генерал дає полковнику прослухати розшифроване послання. В ньому говориться, що прибульці прийшли з миром й мають намір взятися до примусового роззброєння землян заради блага Всесвіту; якщо люди стануть противитися, прибульці муситимуть знищити Землю. Полковнику доручають розібратися з прибульцями. Іншопланетяни вирішують, що земляни справді можуть спричинити велику шкоду галактичній спільноті. Вони починають реалізовувати свій план під кодовою назвою «План 9», який саме випробовували. Він полягає в оживленні мерців, бо «люди бояться тих, хто не здатний думати».
Двійко прибульців, Танна й Ерос, саджають літаючу тарілку на Землю й оживляють трьох мерців, вставляючи в їхній головний мозок чипи. Проте зомбі не цілком контролюються ними і мало не вбивають прибульців. Том Едвардс, лейтенант поліції Том Гарпер та Джефф Трент знаходять НЛО й потрапляють до середини, де зустрічають прибульців. Прибульці намагаються пояснити людям, що після винайдення вибухівки, атомної та водневої бомб людству лишилось здійснити єдиний крок до винайдення процесу «солароніту» — вибуху сонячного світла. Цей процес може призвести до вибуху Сонця й усього, чого торкається його проміння. Прибульці переконані в тому, що люди не усвідомлять сили вибуху та запустять ланцюгову реакцію руйнації всіх зірок. Ерос посилає зомбі викрасти Паулу і погрожує вбити її, якщо люди не відступлять. Проте на допомогу встигають поліцейські, які приголомшують зомбі ударом по голові. Розпочинається бійка, внаслідок якої НЛО загорається та вибухає. Люди ж встигають втекти і спостерігають за цим з кладовища. Зомбі падають і від них лишаються самі кістяки.
В фіналі до глядачів звертається Ед Вуд, застерігаючи, що хоча фільм вигадка, можливо, прибульці вже поряд з людьми.

## В ролях

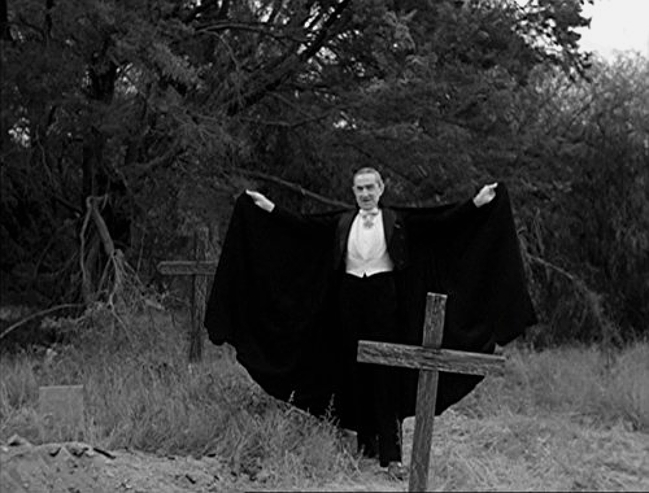
Бела Луґоші в одній з нечисленних сцен за його участі

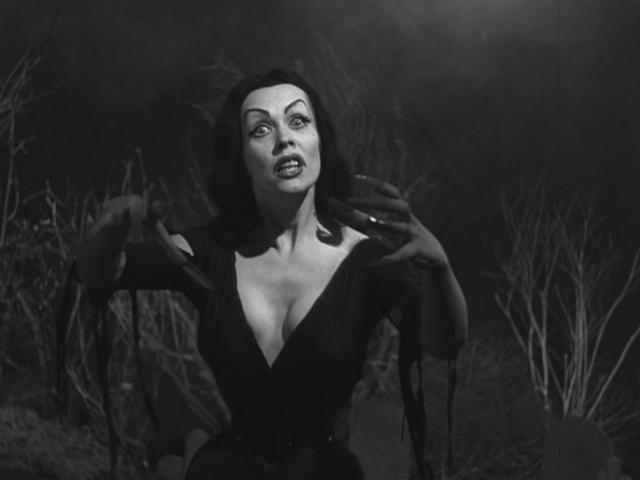
Майла Нурмі в ролі Вампіри

- Майла Нурмі в ролі ВампіриҐреґорі Велкотт — Джефф Трент
- Мона МакКіннон — Паула Трент
- Д'юк Мур — лейтенант Джон Гарпер
- Том Кін — Том Едвардс
- Карл Ентоні — Ларрі
- Тор Йоганссон — Ден Клей
- Дадлі Менлав — Ерос
- Джоанна Лі — Танна
- Норма МакКарті — Едіт
- Білл Еш — капітан
- Майла Нурмі — Вампіра
- Бела Луґоші — монстр
- Джерон Крісвел (Крісвелл) — грає сам себе
- Том Мейсон — дублер Луґоші

## Зйомки

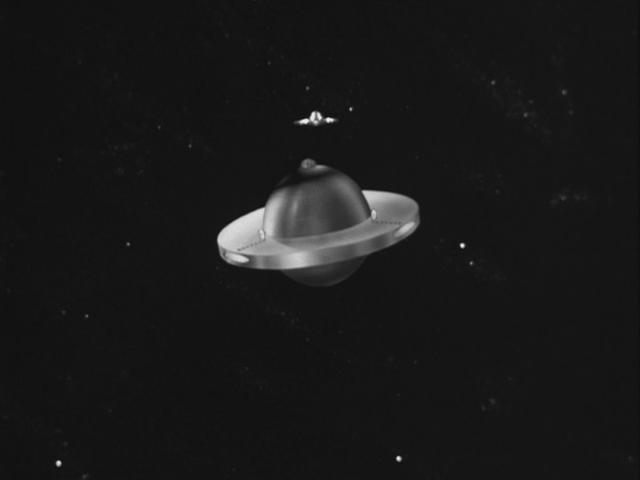
Бутафорські літаючі тарілки, куплені в магазині іграшок

Зйомки фільму відбувалися в період з 11 серпня по 5 вересня 1956 року. Через відсутність власних грошей у Вуда на зйомки фільму, їх виділила Південна Баптистська церква, в якій знімальній групі довелося пройти обряд хрещення, а в самому фільмі, під умовою виділення коштів, знявся один з членів церкви. Під час зйомок фільму кабіну пілотів знімали таким чином: пілоти сиділи на дачних стільцях, а позад них висіла завіса для душу. Літаючі тарілки над моделлю Голлівуду являють собою дешеві іграшкові моделі, придбані в дитячому магазині.
Бела Луґоші помер, коли було відзнято приблизно 10 хвилин фільму, через що Ед Вуд використав архівні зйомки Луґоші в плащі Дракули. У фільм також було введено дублера Луґоші на ім'я Том Мейсон, який мав зображати відомого актора. У фільмі було задіяно труну, яка стояла вдома у друга Вуда, Джерона Крісвела, за словами якого він в цій труні спав. Труну також було задіяно у фільмах Вуда «Оргія мерців», «Ночі привидів» та порнографічному «Некроманія».

## Продовження, пародії та рімейки
На вересень 2009 року було заплановано вихід рімейка фільму. Концепція фільму так чи інакше використовувалась при створенні фільмів План 10 (Plan 10 from Outer Space) 1994 року та План 69 з відкритого космосу 1993 року.
Одна з серій мультсеріалу «Черепашки Ніндзя» називається «План 6 з відкритого космосу».

## Технічна інформація
- Формат зображення: 1.37 : 1
- Формат копії: 35 mm
- Формат зйомок: 35 mm

## Прем'єрний показ в різних державах[5]
- США — 22 липня 1958; 1982 (ре-реліз); 11 березня 2006 (кольорова версія, лише в Сан-Франциско)
- Нідерланди — 1 червня 1995 (лише в Амстердамі)
- Швеція — 2 червня 1995
- Японія — 19 серпня 1995
- Франція — 6 вересня 1995
- Фінляндія — 6 жовтня 1995
- Італія — 24 грудня 1998 (вихід на відео)
- Польща — 2 січня 2006 (показ по ТБ)